# Kənarmeşə
Kənarmeşə è un comune dell'Azerbaigian situato nel distretto di Lənkəran.